# مرجع بيانات القذائف
مَرْجِع بيانات القذائف «داتكوم» (بالإنجليزية: DATCOM) ، أو الدليل المرجعي لبيانات القذائف هو طريقة لبناء مكونات البيانات شبه التجريبية المستخدمة على نطاق واسع للتصميم والتحليل الأولي للديناميكا الهوائية للقذائف وأدائها (برنامج حاسوبي للمحاكاة). طُور باستمرار على مدى أكثر من عشرين عاماً، مع أحدث نسخة صدرت في ديسمبر 2014. 
وقد اعتادت القوات الجوية الأمريكية على توفيره مجاناً لمقاولي الدفاع الأمريكيين. ويعتبر الكود مقيداًبموجب لوائح الاتجار الدولي بالأسلحة (ITAR) ولا ينبغي توزيعه خارج الولايات المتحدة.

## أنظر أيضا
- داتكوم الرقمي
- التنبؤ الدينامي الهوائي (برنامج) [3]